# ماساکی اویا
ماساکی اویا (انگلیسی: Masaki Oya؛ زادهٔ ۲۳ آوریل ۱۹۹۵) بازیکن والیبال اهل ژاپن است.